# Sportvagns-VM 1976
Sportvagns-VM 1976 var uppdelad i två separata serier om sju deltävlingar var:
- World Championship for Makes (WCM), för GT-bilar i Grupp 5.
- World Sportscar Championship (WSC), för sportvagnsprototyper i Grupp 6.

## World Championship for Makes

### Delsegrare
| Bana                  | Vinnare                         | Märke   |
| --------------------- | ------------------------------- | ------- |
| Mugello 6-timmars     | Jochen Mass Jacky Ickx          | Porsche |
| Vallelunga 6-timmars  | Jochen Mass Jacky Ickx          | Porsche |
| Silverstone 6-timmars | John Fitzpatrick Tom Walkinshaw | BMW     |
| Nürburgring 1000 km   | Albrecht Krebs Dieter Quester   | BMW     |
| Zeltweg 1000 km       | Dieter Quester Gunnar Nilsson   | BMW     |
| Watkins Glen          | Rolf Stommelen Manfred Schurti  | Porsche |
| Dijon 6-timmars       | Jochen Mass Jacky Ickx          | Porsche |

### Märkes-VM
| Plats | Märke     | Poäng |
| ----- | --------- | ----- |
| 1     | Porsche   | 95    |
| 2     | BMW       | 85    |
| 3     | Ford      | 8     |
| 4     | De Tomaso | 5     |

## World Sportscar Championship

### Delsegrare
| Bana                   | Vinnare                    | Märke            |
| ---------------------- | -------------------------- | ---------------- |
| Nürburgring 300 km     | Reinhold Joest             | Porsche          |
| Monza 4-timmars        | Jochen Mass Jacky Ickx     | Porsche          |
| Imola 500 km           | Jochen Mass Jacky Ickx     | Porsche          |
| Coppa Florio           | Jochen Mass Rolf Stommelen | Porsche          |
| Mosport 200 miles      | Jackie Oliver              | Shadow-Chevrolet |
| Dijon 500 km           | Jochen Mass Jacky Ickx     | Porsche          |
| Salzburgring 200 miles | Jochen Mass                | Porsche          |

### Märkes-VM
| Plats | Märke   | Poäng |
| ----- | ------- | ----- |
| 1     | Porsche | 100   |
| 2     | Osella  | 47    |
| 3     | Alpine  | 45    |
| 4     | Lola    | 40    |
| 5     | March   | 23    |